# Liên đoàn Công nghiệp ghi âm Quốc tế
Liên đoàn Công nghiệp ghi âm Quốc tế (tiếng Anh: International Federation of the Phonographic Industry, viết tắt IFPI), là tổ chức đại diện cho lợi ích của ngành công nghiệp thu âm trên toàn thế giới. Nó là một tổ chức thành viên phi lợi nhuận được đăng ký tại Thụy Sĩ và được thành lập tại Ý vào năm 1933. Trụ sở của tổ chức được đặt tại Luân Đôn, với các văn phòng khu vực ở Brussels, Hồng Kông, Miami và Moskva.
Kể từ năm 1996, IFPI cấp chứng nhận Bạch kim cho các album bán được 1 triệu bản trở lên ở châu Âu. Chỉ các album được phát hành sau 1994 mới đủ điều kiện để được chứng nhận.